# Ola Backström
Anders Ola Backström, född 5 januari 1953 i Spånga, död 17 februari 2004 i Stockholm, var en svensk musiker, konstnär och lärare. Han var medlem i bland annat Dag Vag och Stockholm Norra.